# ジョージ・ナイクルグ
ジョージ・ナイクルグ（George Neikrug, 1919年3月7日 - 2019年3月8日）は、アメリカのチェロ奏者。
ニューヨーク出身。エマヌエル・フォイアマンの薫陶を受ける。24歳の時にデメトリアス・コンスタンティヌ・ドゥニスに出会い、以後15年にわたってドゥニスの下でメソッドの研究を行った。1947年にニューヨークでチェロ奏者としてデビューし、ボルティモア交響楽団の首席チェロ奏者や、ブルーノ・ヴァルターの指揮するコロンビア交響楽団の首席奏者などを務め、ヴァルターから「非凡なミュージシャンにして本当のチェロのヴィルトゥオーゾ」と称揚された。1961年から後進の指導にも積極的に取り組むようになり、1971年からボストン大学で教鞭をとった。1996年にはインディアナ大学からシュヴァリエ・ドゥ・チェロ賞を授与されている。